# Frauenberg (Autriche)
Pour les articles homonymes, voir Frauenberg (homonymie).
Frauenberg est une ancienne commune autrichienne du district de Bruck-Mürzzuschlag en Styrie.